# Чіатурський муніципалітет
Чіатурський  муніципалітет (груз. ჭიათურის მუნიციპალიტეტი chiaturis municipaliteti) — муніципалітет у Грузії, що входить до складу краю Імеретія. Центр — Чіатура.

## Населення
Станом на 1 січня 2014 чисельність населення муніципалітету склала 39 884 мешканців.
Більшість населення складають Імеретини, одна з етнографічних груп грузин.
| Грузини |
| 99,56 % |